# Spytihněv (település)
Spytihněv település Csehországban, Zlíni járásban. Spytihněv Kudlovice, Babice, Topolná, Halenkovice és Napajedla településekkel határos. Lakosainak száma 1667 fő (2024. január 1.).

## Népesség
A település lakosságának változását az alábbi diagram mutatja:
| Lakosok száma | 957  | 1228 | 1454 | 1576 | 1650 | 1692 | 1681 | 1682 | 1666 | 1667 |
|               | 1869 | 1890 | 1921 | 1950 | 1980 | 2001 | 2017 | 2019 | 2022 | 2024 |

## Híres személyek
- itt született Rudolf Kučera (1940–2024) csehszlovák válogatott labdarúgó